# استعمار داخلي
الاستعمار الداخلي هو الآثار غير المتكافئة للتنمية الاقتصادية على أساس إقليمي، والمعروفة باسم «التنمية غير المتكافئة» نتيجة لاستغلال مجموعات الأقليات داخل مجتمع أوسع مما يؤدي إلى عدم المساواة السياسية والاقتصادية بين المناطق داخل الدولة. يعتبر هذا مشابهًا للعلاقة بين المنطقة المركزية والمستعمرة، في الاستعمارية الصحيحة. تؤدي هذه الظاهرة إلى الفصل المتميز للمركز المهيمن عن الأطراف في الإمبراطورية.
يعتبر روبرت بلاونر مطورًا لنظرية الاستعمار الداخلي. صيغ المصطلح لتسليط الضوء على الخطوط «غير الواضحة» بين المواقع القريبة جغرافيًا والتي تختلف بوضوح من حيث الثقافة. بعض العوامل الأخرى التي تفصل المركز عن الأطراف هي اللغة، والدين، والمظهر الجسدي، وأنواع ومستويات التكنولوجيا، والسلوك الجنسي. يُفهم الطابع الثقافي والتكاملي للاستعمار الداخلي على أنه مشروع للحداثة وقد اكتشفه روبرت بيكهام فيما يتعلق بتشكيل ثقافة يونانية وطنية حديثة خلال القرن التاسع عشر، عندما حصلت اليونان على استقلالها عن الإمبراطورية العثمانية.
الفرق الرئيسي بين الاستعمار الجديد والاستعمار الداخلي هو مصدر الاستغلال. في الأول، تأتي السيطرة من خارج الدولة القومية، بينما في الثانية تأتي من الداخل.

## أمثلة
كان أحد الموضوعات الشائعة بين كتاب ما بعد الاستعمارية هو وصفهم للمشاعر، مثل الفصام، كونها ممزقة بين التقاليد المحلية والحداثة العالمية.

### أفغانستان
تُعد أفغانستان مثالًا للاستعمار الداخلي الذي يؤثر على بناء الدولة، يقول نظيف شهراني «إن سياسات وممارسات الدولة المركزية المستمرة للاستعمار الداخلي، التي تساعدها وتحرضها عمومًا القوى الاستعمارية القديمة... أنتجت تأثيرًا سلبيًا تراكميًا على جهود بناء الدولة في أفغانستان». يعتبر الباحث الأمني الدولي، ديبالي موخوبادياي، وجود أمراء الحرب في الأطراف الأفغانية مصدر قلق لتنمية الاقتصاد السياسي، وسلط تقرير البنك الدولي لعام 2007 الضوء على ضعف الروابط المؤسسية بين مكاتب المقاطعات والعلاقات مع الحكومة المركزية.

### الجزائر
أحد استثناءات الاستعمار الداخلي هو بقاء «الخطوط غير واضحة» بين الجوهر والأطراف هي الجزائر الفرنسية. كانت هناك سمات مميزة بوضوح تفصل المركز عن المحيط. «المركز كان مسيحيًا وناطقًا بالفرنسية وذو بشرة فاتحة ومزدهر نسبيًا». كان الجانب الآخر مسلمًا، ويتحدث العربية/البربرية، وكان أكثر فقرًا بصورة ملحوظة. الجزء الرمادي من الجزائر الفرنسية، هو عدد كبير من السكان اليهود الذين لا ينتمون إلى المركز أو الأطراف، من حيث العوامل الثقافية المشتركة.

### دول البلطيق
في منتصف القرن العشرين، كان لدى الدول التي ضمها الاتحاد السوفيتي إستونيا ولاتفيا وليتوانيا علاقة استعمارية مع بقية الاتحاد السوفيتي، على غرار تلك التي كانت قائمة بين الإمبراطورية القيصرية القديمة وأقاليمها النائية. على الرغم من أن الدول أصبحت سوفيتية تدريجيًا بعد فترة المقاومة الأولية، فالظروف الاقتصادية والثقافية والاجتماعية المنشأة حديثًا هي ظروف استعمارية، إذ إن إعادة بناء الاقتصاد في المنطقة خدم مصالح المستعمرين، وأصبحت الهويات تتشكل فيما يتعلق بالوجود السوفيتي المتزايد، وأصبحت تجربة القمع جزءًا متزايد الأهمية من الثقافة المحلية، وأعيد تقييم التراث التاريخي والثقافي المحلي وإعادة صياغته. عندما تفكك الاتحاد السوفيتي وأصبحت دول البلطيق مستقلة مرة أخرى، كان عليها التعامل مع مشاكل مماثلة لدول ما بعد الاستعمار الأخرى: المناظر الطبيعية الملوثة، والاقتصادات المتضررة، والتوترات الإثنية، وتحديد الرواية الوطنية للماضي والحاضر والمستقبل.

### كندا
يوثق كونواي (2014) الاستعمار الداخلي للمقاطعات الكندية الغربية من قبل كندا المركزية، مستشهدًا بقضايا من برنامج الطاقة الوطني، ومعدل كراو، ومدفوعات الموازنة في كندا من بين أمور أخرى.

### أيرلندا
مثال على الاستعمار الداخلي هو أيرلندا. كانت أيرلندا في السابق جزءًا من المملكة المتحدة و«كان أكثر انتشارًا وأسهل على ما يبدو، أن يفكر المرء في نفسه على أنه بريطاني وأيرلندي».